# Between the Buried and Me
Between the Buried and Me es una banda de metal progresivo formada en Raleigh, Carolina del Norte, EE. UU. Su nombre proviene de un verso de la canción "Ghost Train" de Counting Crows. Han vendido más de 250.000 copias en los Estados Unidos.

## Biografía
Fundada a principios de 2000 en Raleigh, Carolina del Norte después de la desaparición de la banda de Metalcore "Prayer for Cleansing", Tommy Rogers (voz) y Paul Waggoner (guitarra) formaron una nueva banda para continuar con el legado de la intensidad del PFC. Incorporan a Nick Fletcher en la guitarra, Jason King en el bajo (ambos anteriormente en Azazel Carolina del Norte) y Mark Castillo (Bury Your Dead) en la batería para completar su formación. Esta banda pronto sería llamada Between The Buried And Me. "Fue genial seguir tocando música con Paul ya que no habíamos estado en bandas juntos desde hacía tiempo, y fue incluso mejor unirse con el resto de los chicos .Paul y a los nuevos chicos los había conocido hacía años y nunca tuve la oportunidad de hacer algo juntos. Ese fue un momento muy emocionante para todos nosotros", dijo Tommy (voz)
Between the Buried And Me con Spacey, incorporó en el metal y hardcore, tecnicismo progresivo y melodías de rock conmovedoras para crear opuses vertiginosos que redefinirán nociones preexistentes en el "metalcore". Between The Buried And Me encontró la manera de hacer música pesada refinada y potente, sin embargo, de  inventiva diferente, a veces caótica, a veces calmada. Con progresiones de acordes extraños y guiones bajos rítmicos incesantes, Between the Buried And Me aglutinan estilos musicales comparables a Dillinger Escape Plan, Opeth, Pink Floyd y Rush. Su inventiva, originalidad vanguardista dándole una bocanada de aire a una escena metalcore estancada, catapultándolo al siguiente nivel. "The Silent Circus" es único, inspirado, ambicioso, dinámico, y marca la tendencia de muchas bandas en el género de la música pesada a seguir.
Rápidamente grabaron su aclamado álbum homónimo en la disquera alemana Lifeforce Records. El nombre de "Between The Buried And Me" se estaba convirtiendo rápidamente en tema de conversación en el mundo de la música pesada subterránea, noticias de una increíble y ecléctica banda de hardcore y el metal se extendió rápidamente. Between The Buried And Me recorrieron y tocaron en shows con bandas como Poison the Well, Hatebreed y Malevolent Creation además de tocar en el Hellfest y horno Fest durante la primavera / verano de 2002 antes de firmar con Victory Records. Tommy dice: "Estamos muy contentos de estar en la lista de la Victory, sentimos que nuestra banda sin duda se destaca en esta etiqueta". La noticia de su firma constituye de forma instantánea y aviva las llamas de anticipación para un seguimiento de su puesta en su álbum homónimo: "Between the Buried and Me"
El nombre del grupo se deriva de una sección de la letra de la canción de Counting Crows, "Ghost Train", Took the cannonball down to the ocean/Across the desert from the sea to shining sea/I rode a ladder that climbed across the nation/Fifty million feet of earth between the buried and me" El primer lanzamiento de Between the Buried and Me, era una demo de tres canciones, que contiene los temas "Use of a Weapon", "What We Have Become", y  "More of Myself to Kill". Estas tres canciones fueron re-grabadas para el álbum debut homónimo de la banda, lanzado a través de Lifeforce Records en 2002 El álbum incluye la canción  "Arsonist", una protesta contra las creencias y prácticas de la Iglesia Bautista de Westboro en Topeka, Kansas.La canción "Aspirations" se convirtió en el primer vídeo musical de la banda.En ese momento, el lanzamiento no era muy conocido, pero se las arreglaron para captar la atención de Victory Records, en la que más tarde firmaron. Victory volvió a publicar el álbum en 2004 como un CD mejorado.
En agosto de 2003, Between The Buried And Me se dirigió a Somerville, MA con Q División Studios para grabar su debut en la Victory, "The Silent Circus", con el productor Mathew Ellard (Converge, "Jane Doe"). Con los sencillos "Mordecai", "Aesthetic", y "Camilla Rhodes" <Esta grabación capta la profundidad e intensidad de la música de Between The Buried And Me, diseñada para hipnotizar al oyente con sus efectos en capas y sonidos abstractos y visionarios. "En cuanto a la grabación de "The Silent Circus", fue genial, porque teníamos mucho más tiempo para trabajar en el estudio en esta ocasión. Musicalmente, el nuevo material es más técnico y nuestro conocimiento de la música maduró. Somos mejores compositores", dijo Tommy. Con una gran variedad de influencias que van desde sus raíces del hardcore y del metal a artistas como los Smashing Pumpkins y Dream Theater. Between The Buried And Me crean canciones sinceras y artísticas que exploran los aspectos comunes de las diversas formas de la música,  al tiempo que demuestran sus diferencias extremas. Por turnos dinámicos y brutales, maravillosamente evocadores y cruelmente disonantes, Between The Buried And Me ofrecen la revitalización que necesitaban desesperadamente los géneros de la música más dura.
"Mordecai" fue producido como su segundo vídeo musical. El álbum fue relanzado en 2006 con un DVD en directo de la actuación de la banda The Cat's Cradle en Chapel Hill, Carolina del Norte el 17 de julio de 2005. Mark Castillo tocó la batería en The Silent Circus, en sustitución de Will Goodyear, aunque para el DVD en vivo, Blake Richardson, Dustie Waring, y Dan Briggs ya se habían unido a la banda, y la grabación del tercer álbum de Between the Buried and Me album, Alaska, ya había terminado.
Después del lanzamiento de The Silent Circus, la banda pasó por numerosos cambios de sus miembros antes de la formación actual que se montó para Alaska. En la batería, Marcos Castillo fue reemplazado por Jason Roe, y más tarde por Blake Richardson. En la guitarra, Nick Fletcher fue reemplazado por Shane Blay, y más tarde por Dustie Waring. Y en el bajo, Jason King (que no debe confundirse con su ingeniero / productor Jamie King) fue reemplazado por Kevin Falk, y más tarde por Dan Briggs. Esta sigue siendo la formación actual.
En el verano de 2005, Between the Buried and Me, lanzó su tercer álbum de estudio, Alaska. La pista del título "Alaska" se convirtió en su tercer vídeo musical. El álbum lanzó las canciones "Selkies: The Endless Obsession", "The Primer" y  "Maratón Backwards" como singles. Luego, al año siguiente, la banda publicó "The Anatomy Of", una colección de "covers" de bandas que influyeron a Between the Buried and Me, incluyendo Metallica, King Crimson, Pantera, Queen, Pink Floyd, Earth Crisis, Counting Crows, y Soundgarden.
En septiembre de 2007, la banda lanzó su cuarto álbum de estudio, "Colors". Miembros de la banda han dicho que "se trata de 65 minutos (opus) de no parar golpeando música hermosa... hemos descrito este lanzamiento como: "La nueva ola de la polka grunge". La banda también ha descrito el álbum como: "Death metal progresivo adulto contemporáneo".
El 6 de noviembre de 2008, la canción "Prequel al Sequel" se puso disponible, como contenido descargable, para el videojuego Rock Band 2, para su descarga gratuita para los usuarios que canjeaban un código de un solo uso en las nuevas copias del juego. Desde entonces, las pistas "Mordecai", "Obfuscation", "Alaska", "Selkies: The Endless Obsession"  y "All Bodies" también se han puesto a disposición a través de la rock Band Network.
En el 2009 saca su nuevo trabajo titulado The Great Misdirect que cuenta con 6 canciones, entre ellas esta "Swim To The Moon" la cual, hasta la fecha, es la canción más larga del grupo al poseer 17:54 Minutos.
En el 2011 sacan a la venta un nuevo EP, The Parallax I: Hypersleep Dialogues, el cual consta de 3 canciones y forma parte de un disco doble que saldría a fines del mismo año. El grupo lo anunció como un anticipo del trabajo ulterior.
Dicho trabajo, titulado The Parallax II: Future Sequence, fue lanzado el 10 de septiembre de 2012. Se trata de un álbum conceptual de 72 minutos de duración, con las pistas narrando una historia unitaria desde varias perspectivas y que conecta con otros trabajos anteriores de la banda. A saber, con la primera entrega de The Parallax, con la última pista de The Great Misdirect (Swim to the moon) y con la canción Sun of nothing del disco Colors.

## Influencias
Las influencias de la banda incluyen a Sepultura, Metallica, Blind Melon, Mötley Crüe, Queen, King Crimson, Soundgarden, Faith No More, Pantera, Pink Floyd, Depeche Mode, Earth Crisis, y The Smashing Pumpkins.

## Miembros
| Miembros actuales - Tommy Giles Rogers – voces, teclados (2000–presente) - Paul Waggoner – guitarra principal, voces (2000–presente) - Dustie Waring – guitarra rítmica, guitarra principal adicional (2005–presente) - Dan Briggs – bajo (2005–presente), teclados (2011–presente), coros (2005–2008) - Blake Richardson – batería (2005–presente), voces (2018–presente) | Miembros anteriores - Marc Duncan – guitarra rítmica (2000) - Nicholas Shawn Fletcher – guitarra rítmica (2000–2003) - Shane Blay – guitarra rítmica (2004) - Jason Schofield King – bajo (2000–2004) - Kevin Falk – bajo (2004–2005) - Will Goodyear – batería, voces (2000–2002) - Michael Howard Reig – batería (2002–2003) - Mark Castillo – batería (2003–2004) - Jason Roe – batería (2004-2005) |

Timeline

## Discografía
- 2001: Demo 2001
- 2002: Between the Buried and Me
- 2003: The Silent Circus (reissued in 2006)
- 2005: Alaska
- 2006: The Anatomy of...
- 2007: Colors
- 2009: The Great Misdirect
- 2011: The Parallax: Hypersleep Dialogues
- 2012: The Parallax II: Future Sequence
- 2015: Coma Ecliptic
- 2018: Automata I
- 2018: Automata II
- 2021: Colors II
- 2025: The Blue Nowhere